# الکساندر باشلاچف
الکساندر باشلاچف (روسی: Алекса́ндр Никола́евич Башлачёв؛ IPA: [ɐlʲɪˈksandr nʲɪkɐˈlajɪvʲɪtɕ bəʂlɐˈtɕɵf] (); ۲۷ مهٔ ۱۹۶۰ – ۱۷ فوریهٔ ۱۹۸۸) موسیقی‌دان اهل اتحاد جماهیر شوروی سوسیالیستی بود. وی بین سال‌های ۱۹۸۳ تا ۱۹۸۸ میلادی فعالیت می‌کرد.